# Іванова Ніна Георгіївна
Ніна Георгіївна Іванова (рос. Иванова Нина Георгиевна; 6 січня 1934, Москва — 1 грудня 2020, там же) — радянська російська акторка, режисерка та сценаристка.

## Життєпис
Народилася 6 січня 1934 року у Москві в родині робітника. Навчалась у школі робітничої молоді і працювала на заводі «Москінап».
В кіно знімається з 1944 року (зіграла Настусю у фільмі «Жила-була дівчинка»). В 1955 року знялася в ролі Наді в дипломній роботі студентів ВДІКу.
Після фільму «Весна на Зарічній вулиці» взяла шлюб з Радомиром Василевським, кінооператором картини. Оселилися в Одесі. Розлучилися в 1960-х роках.
Після розлучення повернулась у Москву та влаштувалася працювати асистенткою режисера на студію імені Горького.
В кінці 1980-х років в зв'язку з кризою в кіноіндустрії залишила студію і влаштувалася працювати медсестрою в онкологічну лікарню.
Померла від гострої серцево-судинної недостатності 1 грудня 2020 року, не доживши місяця до свого 87-го дня нарождення. Прощання з акторкою відбулося 4 грудня в моргу московської лікарні № 59, після чого її тіло було кремовано. Урну з прахом поховано 19 грудня в могилі родичів акторки на Олексіївському кладовищі.

## Фільмографія

### Акторка
Ролі, виділені жирним шрифтом, є головними.

| Рік       |    | Українська назва         | Оригінальна назва       | Роль                                 |
| --------- | -- | ------------------------ | ----------------------- | ------------------------------------ |
| 1944      | ф  | Жила-була дівчинка       | Жила-была девочка       | Настуня                              |
| 1955      | кф | Надія                    | Надя                    | Надія                                |
| 1956      | ф  | Весна на Зарічній вулиці | Весна на Заречной улице | Тетяна Сергіївна Левченко, учителька |
| 1958—1959 | с  | Киянка                   | Киевлянка               | Галя                                 |
| 1959      | ф  | Любов'ю треба дорожити   | Любовью надо дорожить   | Катя Дорошевич                       |
| 1960      | ф  | Спадкоємці               | Наследники              | Галина Очеретько                     |
| 1960      | ф  | Таємниця Дімки Кармія    | Тайна Димки Кармия      | Ксенія Пилипівна                     |
| 1961      | кф | Дресирувальники          | Дрессировщики           | Мама                                 |
| 1962      | кф | Сповідь                  | Исповедь                | Реєстраторка РАГСу                   |
| 1963      | ф  | Шурка обирає море        | Шурка выбирает море     | Надя                                 |
| 1964      | ф  | Живе такий хлопець       | Живёт такой парень      | Дружина голови колгоспу              |
| 1964      | ф  | Легке життя              | Лёгкая жизнь            | Таня Левченко (Савченко), випускниця |
| 1966      | ф  | Сіра хвороба             | Серая болезнь           | Оленка                               |
| 1974      | ф  | Ще можна встигнути       | Ещё можно успеть        | Працівниця заводу                    |

### Сценаристка
| Рік       |   | Українська назва | Оригінальна назва | Роль |
| --------- | - | ---------------- | ----------------- | ---- |
| 1992—1997 | с | Єралаш           | Ералаш            |      |